# Prosqualodon
Prosqualodon is een geslacht van uitgestorven aquatische zoogdieren, dat voorkwam van het Oligoceen tot het Vroeg-Mioceen. Dit dier was de vermoedelijke voorouder van alle andere tandwalvissen.

## Beschrijving
Dit 230 cm lange dier had een korte hals en een lange, smalle snuit, die bezet was met puntige tanden. Aan de achterkant van het lichaam bevond zich een horizontaal geplaatste vissenstaart, die met een op- en neergaande beweging zorgde voor de voortbeweging. Boven op het lichaam bevond zich een rugvin, die hoogstwaarschijnlijk voor het evenwicht moest zorgen. Achter op de kaken bevonden zich primitieve driehoekige tanden. Omdat het dier slechts vis at, was de complexe kaakstructuur sterk vereenvoudigd. De neusgaten tussen de oogkassen vormden een spuitgat, waardoor opgehoopte, gebruikte lucht met kracht werd weggeblazen na een duik.

## Leefwijze
De voeding van deze dieren bestond hoofdzakelijk uit vis.

## Vondsten
Resten van dit dier werden gevonden in Australië, Nieuw-Zeeland en Zuid-Amerika.